# Pseudomorfoza

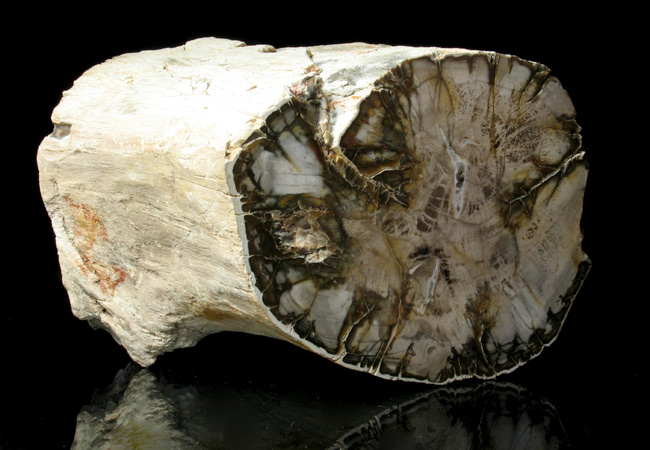
skrzemieniałe drewno - materia organiczna zastąpiona została przez krzemionkę

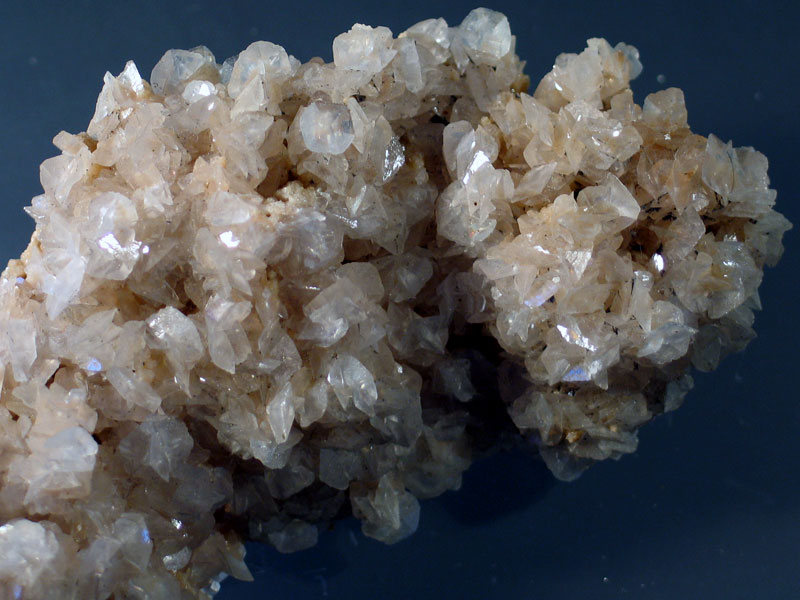
pseudomorfoza dolomitu po kalcycie

Pseudomorfoza (inaczej pseudomorfizm od gr. ψευδο fałszywy i μορφή kształt) - zjawisko dziedziczenia formy zewnętrznej przez minerał wtórny lub agregat mineralny, który utworzył się w miejscu innego, pierwotnego minerału. Postać nowo powstałego minerału nawiązuje do wcześniej istniejącego kryształu, natomiast skład chemiczny i budowa wewnętrzna odpowiadają nowo utworzonemu minerałowi.
Pseudomorfozy stanowią ważne świadectwo przeobrażeń, jakie zachodziły w skałach.
Istnieją dwa rodzaje podstawienia pseudomorficznego:
1. paramorfoza - gdy nie następuje zamiana substancji, nowy minerał jest odmianą polimorficzną minerału pierwotnego, np. aragonit przechodzi w kalcyt, zachowując swą zewnętrzną postać
2. gdy nowy minerał ma inny skład chemiczny, podstawienie mogło nastąpić na trzy sposoby:

- stopniowe zastąpienie pierwotnej materii (nie musi to być minerał), nowym minerałem bez reakcji chemicznej np. skamieniałe drewno
- minerał pierwotny przestał istnieć na skutek rozpuszczenia lub rozkładu, pozostawiając formę, która wypełniła się ponownie
- przeobrażenie minerału, które nastąpiło przez: 
  - hydratację - np. anhydryt (CaSO4) przechodzi w gips (CaSO4×2H2O)
  - dehydratację - proces odwrotny do hydratacji
  - przekształcenie siarczków w siarczany - przejście galeny (PbS) w anglezyt (PbSO4)
  - utlenienie - przeobrażenie pirytu (FeS2) w limonit (2Fe2O3 • nH2O).

Do często spotykanych pseudomorfoz należą:
- przemiana goethytu (FeO(OH)) po pirycie (FeS2)
- przemiana gipsu (CaSO4×2H2O) po kalcycie (CaCO3)
- przemiana cerusytu (PbCO3) po galenie (PbS).